# Lophocampa porphyrea
Lophocampa porphyrea är en fjärilsart som beskrevs av Herrich-Schäffer 1855. Lophocampa porphyrea ingår i släktet Lophocampa och familjen björnspinnare. Inga underarter finns listade i Catalogue of Life.